# Tecno Soft
 (février 2024).
Si vous disposez d'ouvrages ou d'articles de référence ou si vous connaissez des sites web de qualité traitant du thème abordé ici, merci de compléter l'article en donnant les références utiles à sa vérifiabilité et en les liant à la section « Notes et références ».
Technosoft, Tecnosoft ou Tecno Soft, est une entreprise de développement de jeux vidéo japonaise, connue principalement pour sa série de shoot them up nommée Thunder Force.

## Histoire

### Les prémices de Technosoft
Après la découverte du très mystérieux Thunder Force sur NEC PC-8801, mais également développé sur d'autres supports comme sur Sharp X1 et FM-7, Technosoft prospère et se dynamise vers le milieu des années 1980 en créant de petits jeux plus ou moins populaires tels que Feedback, Herzog ou encore Shin Ku Gyoku Den - New Legendly Nine Gems. À l'instar d'Irem, ce nouvel acteur du monde vidéoludique s'oriente vers le marché des consoles, stratégie sans doute dû à l'énorme succès de la Famicom au Japon.

### 1989-1990: l'époqueThunder Force
En préambule des supports disponibles à l'époque, Technosoft manifeste une vive attention de développer sur la toute nouvelle machine du moment, la Mega Drive, bien que celle-ci fut un échec face aux parts de marché que détenait Nintendo avec la NES (Famicom au Japon). Malgré cela, la direction que prenait l'éditeur marqua les esprits à jamais. En 1989, c'est l'apparition de Thunder Force II, qui reprend le gameplay du premier opus en y intégrant pour la première fois la vue horizontale. Ce titre ne fait pas l'unanimité et passe inaperçu auprès du public. À partir de 1990, l'organisation des studios de la firme prend une tournure différente. Technosoft, prenant en compte les erreurs commises avec Thunder Force 2, s'apprête à retravailler le concept dans les moindres détails. C'est alors que naquit le scrolling horizontal unique dans Thunder Force III. Celui-ci en fut considérablement transformé d'un point de vue esthétique et technique, à tel point que les objectifs furent largement dépassés et que l'entreprise vit sa cote de popularité doubler en l'espace d'une année. Dorénavant, Thunder Force III sera présenté comme un modèle du genre.
Fort de son succès, Technosoft voit l'avenir avec optimisme. Même si la période fut courte, le développeur continuera de créer divers titres comme Elemental Master, sans oublier l'adaptation Mega Drive de Dragon's Fury, considéré comme un des meilleurs flippers virtuels. Par ailleurs, la branche arcade ne sera pas négligée puisque Thunder Force AC voit le jour dans les salles, toujours en 1990. Édité par Sega pour le compte de Technosoft, cette version réintègre les ingrédients de son aîné, en se démarquant par trois nouveaux stages inédits. Même si elle rencontre un vif succès auprès des fans, cette adaptation n'égalera pas son homologue console bien plus abouti et complet. Par la suite, Technosoft étant réticent à développer sur la Super Nintendo, c'est Toshiba EMI qui reprendra la licence dès 1991, en adaptant la version arcade. Celle-ci lui est très fidèle, mais malheureusement son principal défaut réside dans l'animation et les clignotements des sprites.

### 1992,4eimpact
Deux ans après Thunder Force III, fort du succès engendré par ses jeux et son titre phare, et alors qu'Axelay et Super Aleste triomphent sur Super Nintendo, Technosoft décide de sortir Thunder Force IV. Le produit, sur une cartouche d'une capacité double de celle de son prédécesseur, utilise toujours plus les capacités de la Mega Drive (zooms, distorsions, etc.), et en atteint les limites au prix de quelques ralentissements. Le jeu fut bien accueilli par le public, et rejoint l'opus précédent parmi les titres aujourd'hui considérés comme les meilleurs représentants du genre.

### Sur la cinquième génération de console
Technosoft n'est pas très enthousiasmé à l'issue des dernières évolutions technologiques en matière de consoles. Quoi qu'il en soit, la Saturn ne fut pas dénigrée malgré des couts de production de plus en plus élevés, qui ne découragèrent pas pour autant les objectifs de l'entreprise, souhaitant constamment innover dans le domaine de la 2D. L'un des tout premiers titres, sorti en salle d'arcade dès 1995 puis adapté sur console à partir de 1996, Hyper Duel reprend les mécanismes traditionnels du shoot them up. Toujours en perpétuelle recherche créative, la firme donne naissance à son tout premier beat them up en 1995, Nekketsu Oyako, suivi de Hyper Reverthion et Steeldom, deux shoot them up en 3D reprenant les bases de Virtual On. Mais c'est Blast Wind qui marqua le coup avec sa vue verticale et ses thèmes grandioses. Suivit Fantastic Pinball Kyutenkai, un flipper haut en couleur et des personnages super deformed. Le jeu de rôle ne sera pas négligé, puisque Neorude voit le jour sur PlayStation en trois épisodes. Thunder Force V sort sur Saturn en 1997, mélangeant 2D et 3D. Le jeu rencontre le succès, ce qui lui vaudra une version PlayStation sortie en 1998. Au passage, Technosoft éditera deux compilations : Thunder Force Gold Pack 1 et Thunder Force Gold Pack 2 sur Saturn, incluant ces quatre titres, à savoir Thunder Force II, Thunder Force III, Thunder Force IV et Thunder Force AC.

### Aujourd'hui
La nouvelle génération de machine ayant des coûts de développement de plus en plus importants, Technosoft se laisse dépasser par les événements. Une démo circulant sur l'Internet, laissant augurer une éventuelle suite à Thunder Force V, fut abandonnée. Technosoft fut acquis en 2001 par l'entreprise de pachinko Twenty-One Company. Cependant, bon nombre de passionnés ont su lui redonner une seconde naissance à travers des projets plus ou moins ambitieux tels que Thunder Future.
Thunder Force VI, développé et édité par SEGA, a vu le jour fin octobre 2008. Depuis, aucune annonce n'a été faite quant à la sortie d'un nouvel opus, malgré le "To be continued" présent au générique de Thunder Force VI.
SEGA annonça le 17 septembre 2016 acquérir les licences des jeux vidéo de Technosoft.

## Liste des jeux de Technosoft
Liste des jeux développés par Technosoft, par ordre alphabétique :
- Blast Wind — Saturn – 1997
- Dragon's Fury, alias Devil's Crush — Mega Drive, PC-Engine – 1991
- Elemental Master — Mega Drive – 1990
- Fantastic Pinball Kyutenkai — Saturn, PlayStation – 1996
- Herzog — MSX – 1988
- Herzog Zwei — Mega Drive – 1989
- Feddback — MSX – 1988
- Hyper Duel — Arcade, Saturn – 1993, 1996
- Hyper Reverthion — Saturn – 1995, 1996
- Nekketsu Oyako — Saturn, PlayStation – 1995
- Neorude — PlayStation – 1997
- Neorude 2 — PlayStation – 1997
- Shin Ku Gyoku Den - New Legendly Nine Gems — MSX – 1987
- Steeldom — Saturn – 1996
- Thunder Force — PC-8801, Sharp X1, FM-7 – 1984
- Thunder Force II — Sharp X68000, Mega Drive – 1989
- Thunder Force III — Mega Drive – 1990
- Thunder Force IV — Mega Drive – 1992
- Thunder Force V — Saturn, PlayStation – 1997
- Thunder Force VI — PlayStation 2 – 2008
- Thunder Force AC — Arcade – 1990
- Thunder Force Gold Pack 1 — Saturn – 1996
- Thunder Force Gold Pack 2 — Saturn – 1996
- Thunder Spirits — Super Nintendo – 1991